# Trachelophorus giraffa
Trachelophorus giraffa (Malagassische girafkever) is een keversoort uit de familie bladrolkevers (Attelabidae). De wetenschappelijke naam van de soort werd in 1860 gepubliceerd door Henri Jekel. De kever is endemisch in Madagaskar.

## Kenmerken
De soortaanduiding 'giraffa' slaat op de lange nek van dit kevertje. De nek van het mannetje is twee of drie keer zo lang als de nek van het vrouwtje. De nek wordt gebruikt om een nest te bouwen en om mee te vechten. Het mannetje wordt bijna 25 millimeter lang en is daarmee een van de langste bladrolkevers. De kever is voornamelijk zwart met rode dekschilden.
Trachelophorus giraffa was te zien in de eerste aflevering van de Britse natuurfilmdocumentaireserie Madagascar.